# فضاء البيانات

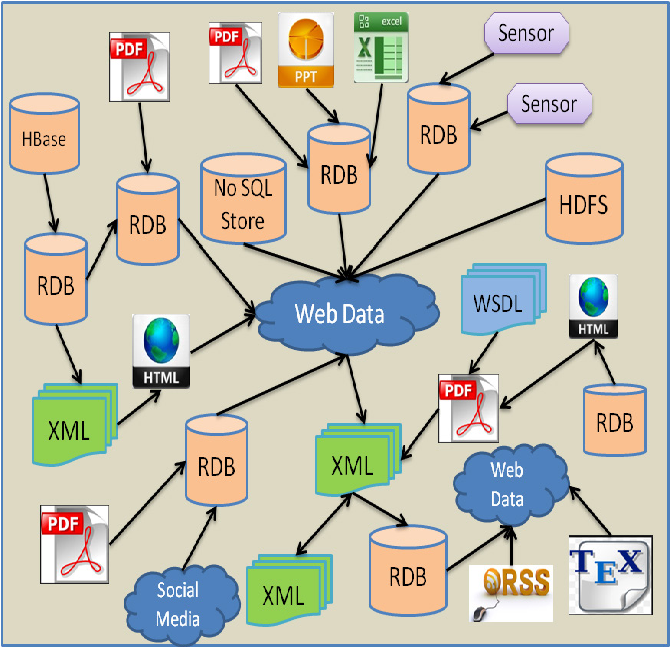
مشاركون في فضاء البيانات.

فضاء البيانات  هي فكرة مجردة لتنظيم المعلومات تهدف إلى التخلص من بعض المشاكل التي تواجه في نظام تكامل البيانات، ويكون ذلك بتقليل الجهود المبذولة لإعداد مثل هذا النظام بالاعتماد على تقنيات ربط و«صنع مخططات» لتحسين النظام حسب استعماله. بشكل عام البيانات المتكاملة وأنظمة تبادل البيانات ساعدت في إيجاد العديد من الخدمات المطلوبة لأنظمة قواعد المعطيات. في الواقع ان قواعد البيانات تتوضع في المرتبة الثانية ضمن مخطط تطور تكامل البيانات ولكن هذا الأسلوب يتميز عن أنظمة تكامل المعلومات الحالية في طريقة المتابعة، ان أنظمة تكامل المعلومات تتطلب تكاملا دلاليا (بالإنجليزية: semantic integration)‏ قبل أي خدمة أو ميزة داعمة أخرى. لذلك وعلى الرغم من تنوع السمات التي تجمع البيانات المتوافقة والبيانات المستقرة ضمن تنوع في الأنظمة المضيفة فان نظم تكامل البيانات تعلم العلاقات الدقيقة بين جميع القوانين المستخدمة في كل تخطيط. وبالنتيجة فانه من المهم جدا توحيد الجهود لإعداد نظام تكامل بيانات. فضاء البيانات هو ليس مجرد طريقة لتكامل البيانات بل هو طريقة للحصول على بيانات متعايشة بشكل أفضل. الهدف من دعم فكرة فضاء البيانات هو الحصول على أساس لتوظيف جميع مصادر البيانات بغض النظر عن الطريقة التي تم فيها جمع هذه البيانات مع بعضها وجعلها متكاملة فيما بينها، على سبيل المثال سيصبح مجال البحث عن الكلمات التي نريدها هو جميع مصادر البيانات لتلك الكلمة (الوضع سيكون مشابها لإجراء بحث على حاسبك الشخصي)، عندما تطلب عمليات أكثر تعقيدا (كما هو الحال في الاستعلام عن العلاقات) فإن استخراج المعلومات ومراقبتها سيكون محصورا على عدة مصادر محددة، وبجهد بسيط بعدها يمكننا الحصول على تقارب أكثر بين هذه المعلومات تدريجيا. وبشكل مشابه فإن قوانين الضمانات في قواعد البيانات التقليدية، إذ انه في البداية يضمن لك نظام قواعد البيانات اتساق ومتانة ضعيفين، وعندما تكون الضمانات مطلوبة أكثر من ذلك فإننا نبذل جهدا إضافيا في تامين موافقات بين مالكي مصدر قاعدة البيانات، ويمكن فتح واجهة مخصصة لذلك. في الواقع ان طريقة قواعد البيانات تؤجل التكامل بين البيانات حتى يطلب ذلك.

## أمثلة تطبيقية على قواعد البيانات

### إدارة المعلومات الشخصية
ان الهدف من هذه العملية (إدارة البيانات الشخصية) هو تسهيل الوصول والمشاركة للمعلومات المتوفرة على الحاسوب وربما الوصول إلى الهاتف المحمول وكذلك المعلومات الشخصية الموجودة على الإنترنت، بل وحتى الوصول إلى جميع البيانات التي دخل إليها الشخص. إن أدوات البحث التي ظهرت مؤخرا هي خطوة مهمة جدا نحو ا.د.م لكنها محدودة القدرات بالنسبة للاستعلامات التي تعتمد على الكلمات المفتاحية ان سطح المكتب الخاص بنا عادة ما يحتوي على بيانات منظمة (مثل: الجداول spreadsheets)ولكن توجد علاقة مهمة بين الأشياء المنفصلة على سطح المكتب لذلك فان الخطوة التالية لـ ا.د.م هو السماح للمستخدم بإجراء عمليات بحث ذات مغزى وكمثال: إذا أردنا إجراء عملية البحث التالية: اعطني قائمة الأولاد الذي تلقوا دورة قاعدة البيانات في الربع الساعة الأخيرة أو احسب مجموع ارصدتي في البنوك  ربما أيضا قد نرغب بإجراء بحث يتضمن علاقات مثل: جد لي الرسالة الالكترونية التي أرسلها أمجد بعد أن عدت من اليابان (لاحظ ان عليه الربط بين اسم المرسل والتاريخ وكذلك صفة الشخص المرسل..) والكثير من عمليات البحث المعقدة التي لا تستطيع أدوات البحث الحالية القيام بها. إن الوصول إلى تطبيقات لفضاء البيانات بالشكل السابق يتطلب أداة ا.د.م متقدمة تستطيع الوصول إلى جميع المعلومات الموجودة لدينا وليس فقط تحديدها بدقة أو وضعها تحت مجموعة فرعية مناسبة.

### إدارة البياناتالعلمية
تخيل لو كان لدينا مجموعة بحث علمية عملها يتطلب التجربة والملاحظة كما لو كانت إحدى المؤسسات تراقب النظام البيئي لمنطقة ساحلية من خلال محط الأرصاد الجوية والشاطئ من خلال حساسات عائمة.. بالإضافة إلا أنهم يستطيعون الاطلاع على عمليات محاكاة للأعاصير والفيضانات تم تصميمها مسبقا ولكن ربما في الحاضر أو المستقبل القريب قد يحتاجون إلى الحصول على بعض المعلومات من جهات أخرى، في الواقع ان الملحوظات من قبل هذه المجموعة والنماذج المسبقة التي تمتلكها هي بمثابة مدخلات للبرنامج المستعمل الذي سيخرج عدد كبير من البيانات التي ستستخدمها المجموعة ولكن ماذا لو أردنا مشاركتها مع مجموعات علمية أخرى. ان كل مجموعة لديها عدد كبير من الملفات التي تتضمن عدد كبير من البيانات التي جمعت عبر عدد من السنين ولذلك لابد ان يكون في هذه المجموعة عدد من الأشخاص الذين يعلمون الملفات الموجودة في قاعدة البيانات الخاصة بالمجموعة وقد يكون هناك شخص واحد لا غير لكن إذا أراد أحد من خارج المجموعة البحث عن نوع محدد من البيانات مثل الصور أو الخرائط أو المخططات البيانية أو ربما عن حالة الطقس في يوم معين أو صورة اخذت في يوم معين فان الوسائل الحالية لن تمكننا من إجراء عمليات بحث توصلنا إلى النتائج المرغوبة. لكن قريبا فان بإمكان المجموعات البحثية ان تتحد وان تقوم بتخزين بياناتها في قاعدة بيانات علمية واحدة وقد تكون ذات نطاق عالمي أو محلي أو إقليمي وذلك وفق مقياس علمي موحد في كتابة النصوص وإصدارها.